# Dolerit

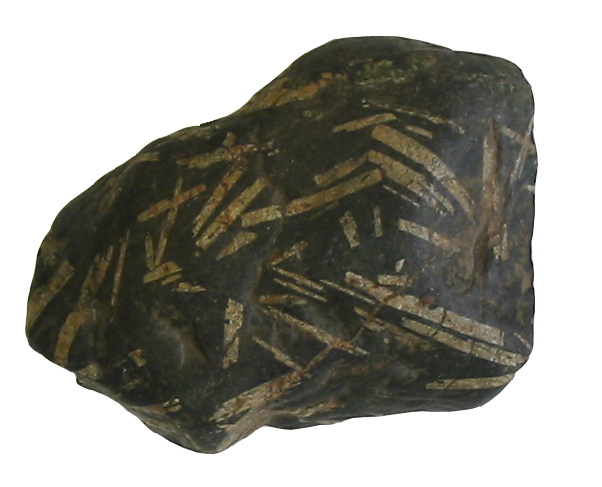
Dolerit

Dolerit (také diabas nebo mikrogabro) je bazická intruzivní magmatická hornina se středně zrnitou strukturou a tmavou barvou. Je ekvivalentem bazaltu až gabra se střednězrnnou až hrubozrnnou texturou.

## Název
Termín dolerit zavedl v roce 1829 René Just Haüy, i když některé zdroje považují za autora termínu J. F. d'Aubuissona už v roce 1819. Název pochází z řeckého slova doleros – klamavý. V USA a často i v jiné anglické terminologii je označován jako diabas. Termín diabas však má ve střední Evropě jiný význam, protože se jím (nesprávně) označují hlavně paleozoické bazalty.

## Vlastnosti
Dolerit má chemické složení totožné s bazalty (a gabry), liší se však svojí mikroskopickou i makroskopickou texturou, která je střednězrnná, většinou ofitická (stejně velké krystaly plagioklasů a pyroxenů s výplní přibližně stejně velkých krystalů pyroxenu) až intersticiární (mezery mezi krystaly plagioklasů vyplněny vulkanickým sklem). Krystaly dosahují velikost od 0,5 do 5 mm. Idiomorfní nebo hypidiomorfní krystaly plagioklasů bývají často obklopeny pyroxeny. Hustota těchto hornin se pohybuje od 2,95 do 3,15 kg.dm³.

## Složení
Dolerit se skládá převážně z minerálů ze skupiny živců – bazických plagioklasů (62 %), hlavně anortitu až labradoritu, a z monoklinických pyroxenů, hlavně augitu (20–29 %). Může též obsahovat olivín (3–12 %) nebo křemen (do 5 %). Jako akcesorie může být přítomen magnetit a ilmenit (do 2 %). V důsledku alterace někdy obsahuje hornblend, biotit, apatit, pyrhotin, chalkopyrit, serpentin, chlorit a kalcit. Podobně jako u bazaltů a gabrech je možno i v doleritech rozeznávat alkalické a tholeitické variety, které mohou být identifikovány podle přítomnosti pyroxenů s nízkým obsahem vápníku, nefelínu, analcimu, křemene a přítomnosti nebo absenci olivínů. Dalšími součástmi obsaženými v doleritech mohou být oxidy titanu a železa.

## Výskyt

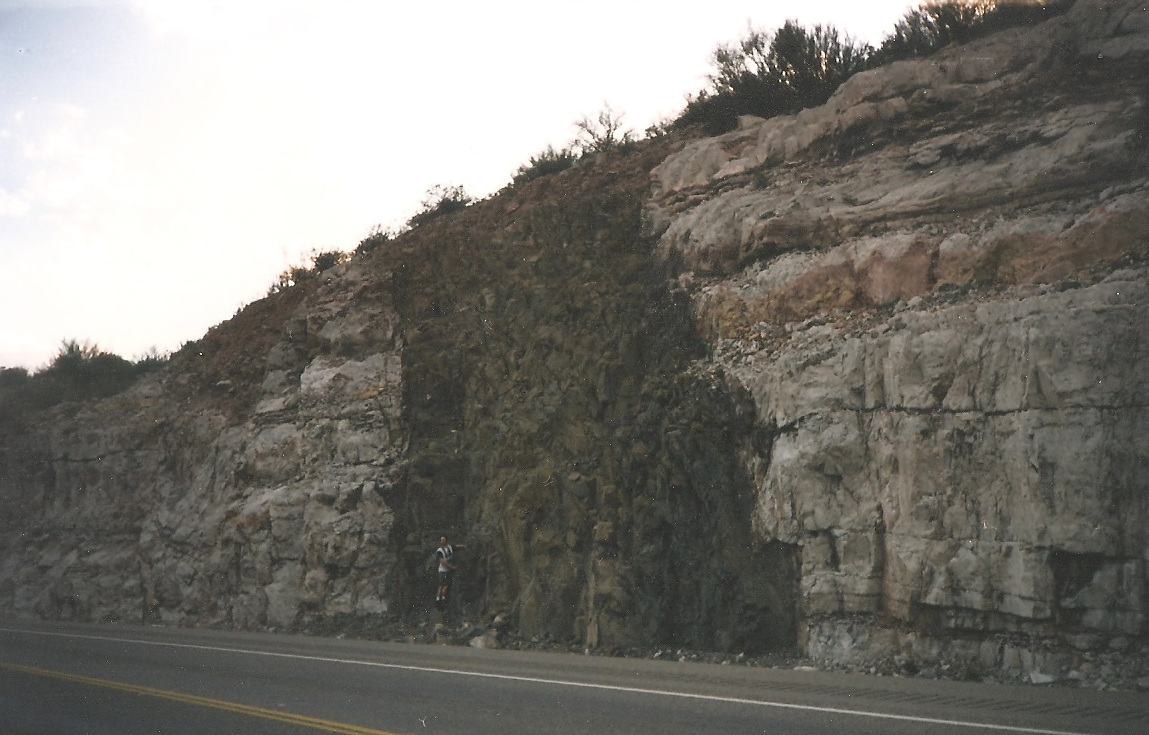
Doleritová dajka v zářezu silnice v americkém státě Arizona

Dolerity tvoří často subvulkanická tělesa v podloží bazaltů oceánské kůry, zejména tzv. dajkový komplex. Mimo oceánské kůry vystupují často v ložních i pravých žilách a čočkových tělesech. Desítky či stovky menších žil doleritu mohou být společně vázány na jedno magmatické centrum. Důkazem toho, že některé kruhovité, či deskovité doleritové intruze jsou výchozí cesty magmatu, je kontaktní metamorfóza okolních hornin. Dolerit je často uzavřen cizorodým horninovým blokem jako je např. xenolit vynesený z větší hloubky. To je velmi důležité pro výzkum, protože se jedná o jinak nedostupné horniny ze spodní části kontinentální kůry.

## Využití

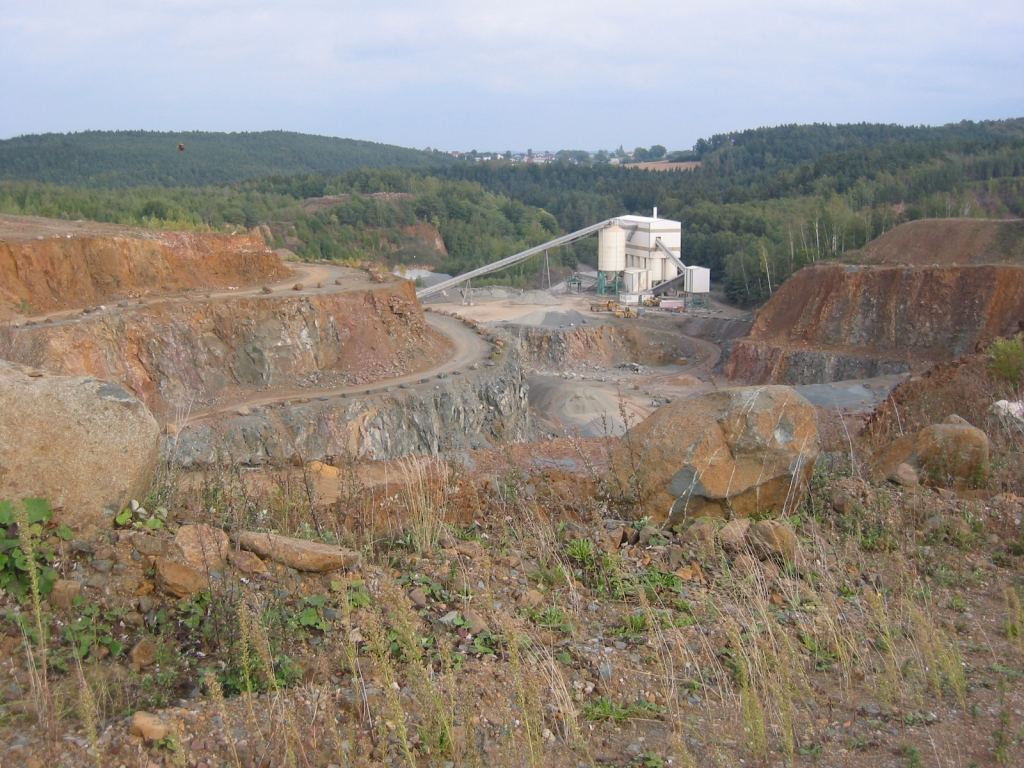
Doleritový lom v německém Dörtendorfu

Dolerit se používá jako dekorační kámen a kamenivo do konstrukcí silničních těles i jiných staveb. Tím, že minerální zrna vzájemně prorůstají, je vzniklá hornina vysoce odolná.

## Lokality
Mezi světově známé lokality patří např. svrchnětriasový Palisades Sill, který vytváří spektakulární útesy The Palisades podél západního břehu řeky Hudson blízko New Yorku v USA. Doleritové dajky jako součást britské terciérní vulkanické provincie jsou známy i z Skye, Rum, Mull a Arran v západním Skotsku a Slieve Gullion v Irsku. Dolerity křídového stáří jsou i součástí dalších geologických jednotek.
V Západní Austrálii vytváří 200 km dlouhá doleritová dajka samostatné pásmo norseman–wiluna. V oblasti této dajky mezi Norseman a Kalgoorlie, se nachází největší australský zlatý důl The Super Pit.
Na Slovensku jsou dolerity známy například z rakovecké skupiny gemerika.
Mladší, neogenní dolerity jsou známy z magurského flyšového pásma, z oblasti těšínsko-hradišťského souvrství, kde jsou součástí neovulkanických tešinitových těles blízko Uherského Hradiště na Moravě.
V Česku je dolerit hojně zastoupení v granitoidech Šluknovské pahorkatiny.